# Pseudabispa ephippioides
Pseudabispa ephippioides är en stekelart som beskrevs av Vecht 1960. Pseudabispa ephippioides ingår i släktet Pseudabispa och familjen Eumenidae. Inga underarter finns listade i Catalogue of Life.